# Athenaea cuspidata
Athenaea cuspidata là loài thực vật có hoa trong họ Cà. Loài này được Witasek mô tả khoa học đầu tiên năm 1910.